# Övündüler, Bağlar
Övündüler là một xã thuộc quận Bağlar, tỉnh Diyarbakır, Thổ Nhĩ Kỳ. Dân số thời điểm năm 2008 là 684 người.